# Лісний міський округ
Лісни́й міський округ (рос. Лесной городской округ) — адміністративна одиниця Свердловської області Російської Федерації.
Адміністративний центр — місто Лісний.

## Населення
Населення міського округу становить 50911 осіб (2018; 52476 у 2010, 55909 у 2002).

## Склад
До складу міського округу входять 5 населених пунктів:
| Населений пункт  | Населення, осіб (2002) | Населення, осіб (2010) |
| ---------------- | ---------------------- | ---------------------- |
| Бушуєвка, селище | 12                     | 14                     |
| Йолкино, селище  | 1328                   | 247                    |
| Лісний, місто    | 53195                  | 50363                  |
| Тайожний, селище | 1374                   | 1218                   |
| Чащавіта, селище | 0                      | 634                    |